# Ossaea capitata
Ossaea capitata är en tvåhjärtbladig växtart som beskrevs av Ignatz Urban. Ossaea capitata ingår i släktet Ossaea och familjen Melastomataceae. Inga underarter finns listade i Catalogue of Life.